# Mulberry (Indiana)
Mulberry é uma cidade  localizada no estado americano de Indiana, no Condado de Clinton.

## Demografia
Segundo o censo americano de 2000, a sua população era de 1387 habitantes.
Em 2006, foi estimada uma população de 1463, um aumento de 76 (5.5%).

## Geografia
De acordo com o United States Census Bureau tem uma área de
1,5 km², dos quais 1,5 km² cobertos por terra e 0,0 km² cobertos por água. Mulberry localiza-se a aproximadamente 253 m acima do nível do mar.

## Localidades na vizinhança
O diagrama seguinte representa as localidades num raio de 20 km ao redor de Mulberry.